# 塩尻市役所
塩尻市役所（しおじりしやくしょ）は、日本の地方公共団体たる塩尻市の執行機関としての事務を行う施設（役所）である。

## 所在地

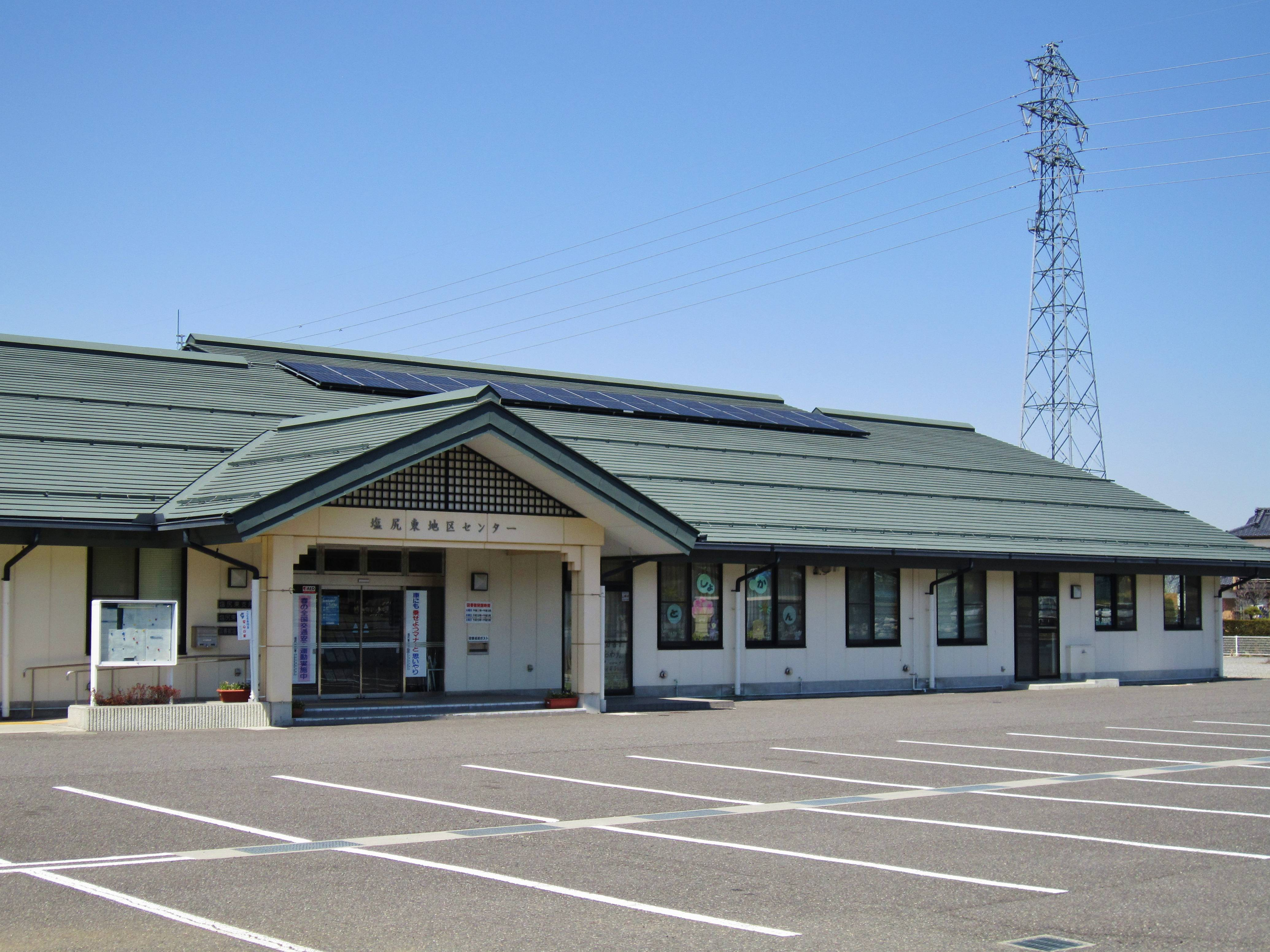
塩尻東支所
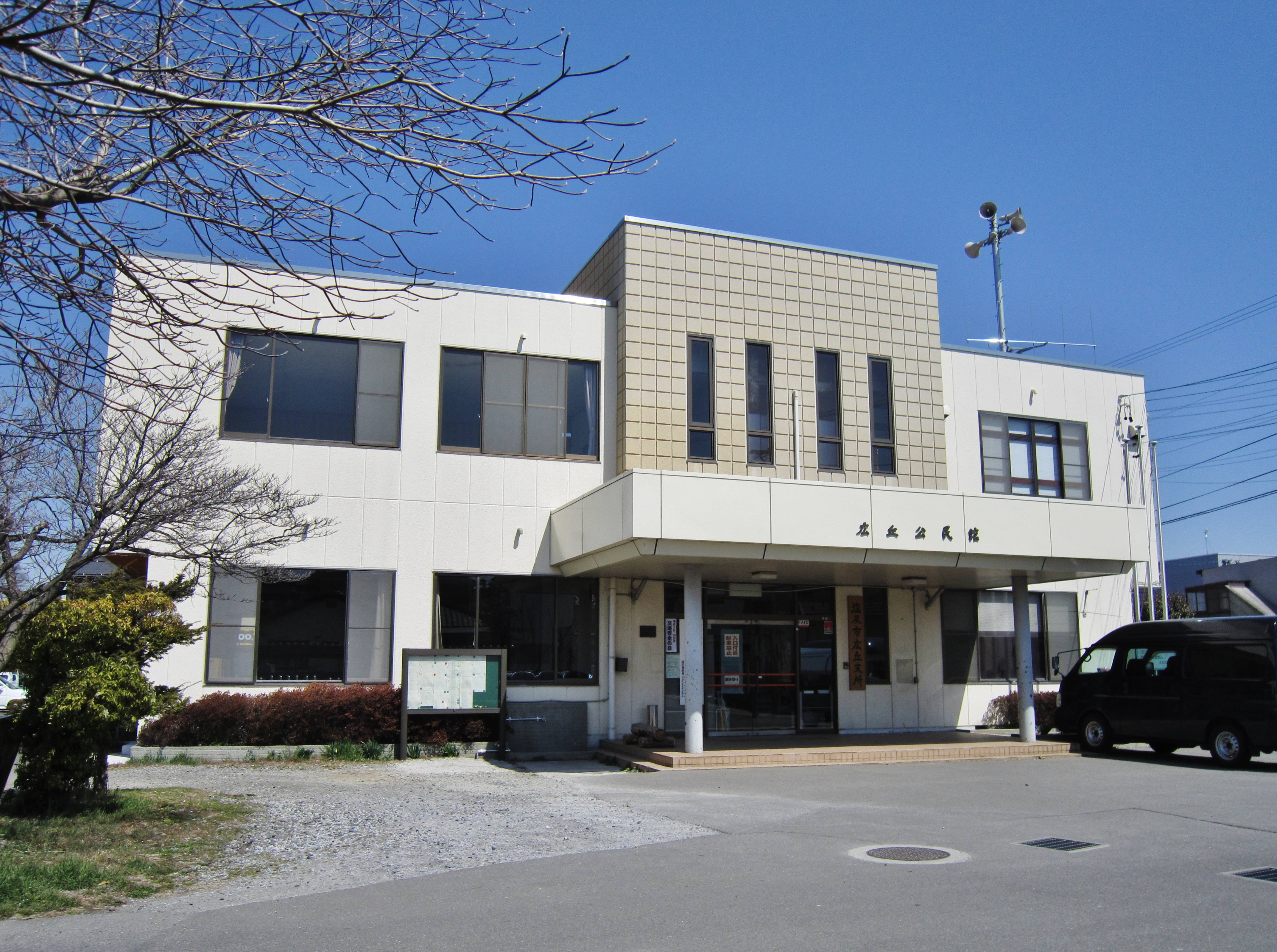
広丘支所
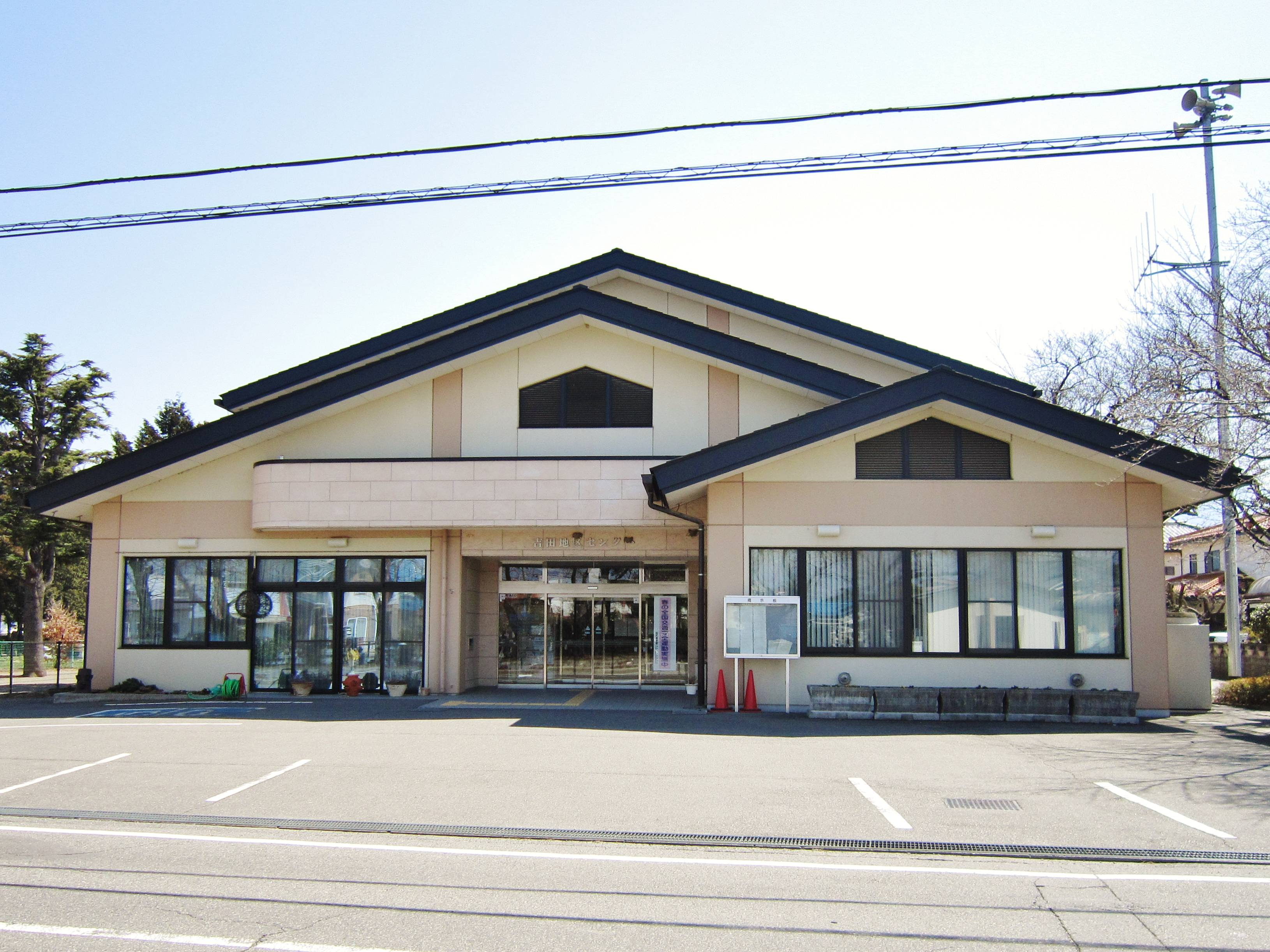
吉田支所
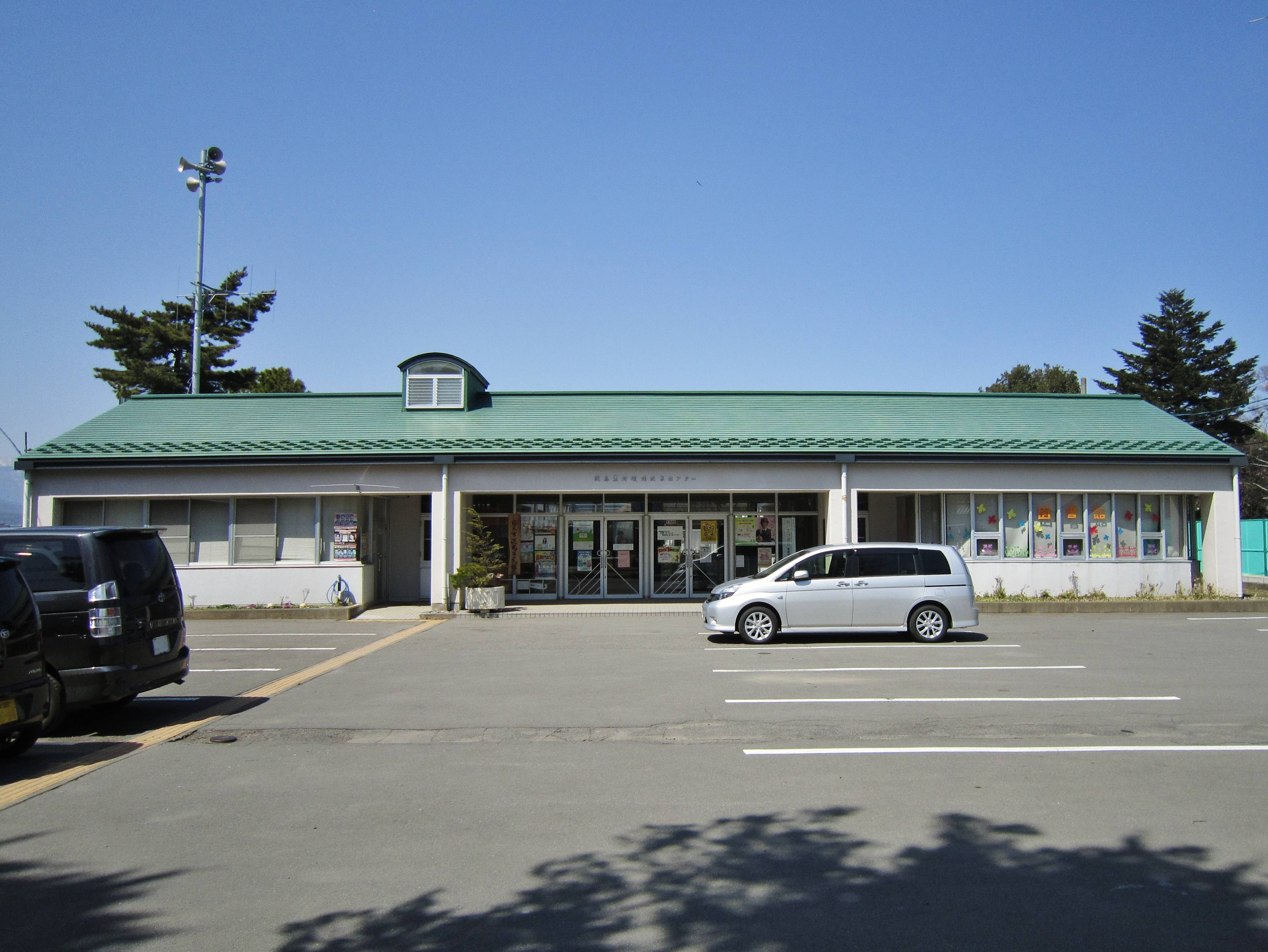
洗馬支所
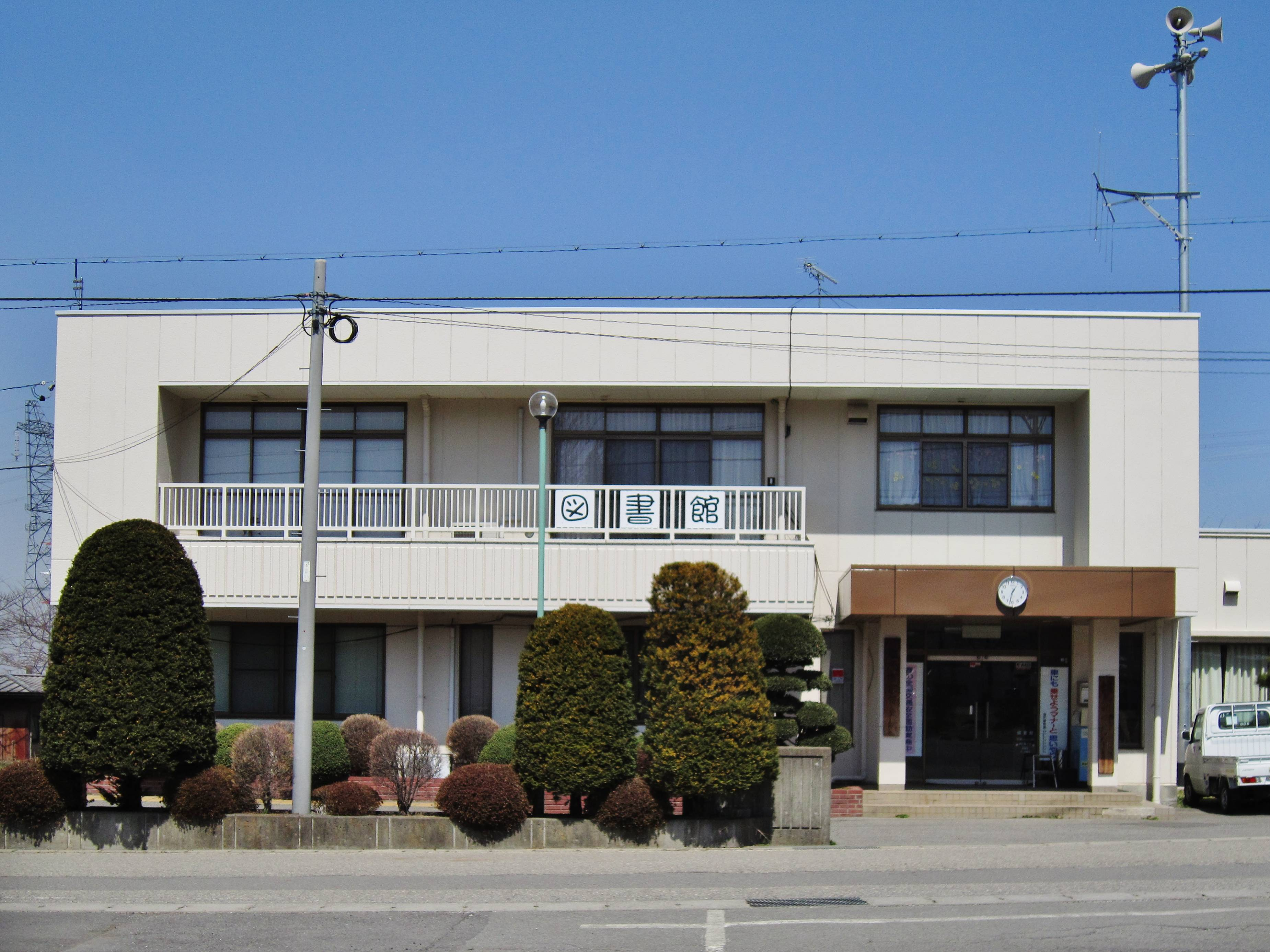
宗賀支所

- 〒399-0786
- 長野県塩尻市大門七番町3番3号

## 業務時間
- 月曜日から金曜日の8時30分から17時15分（土曜日・日曜日・祝日・年末年始を除く）

## 市庁舎
| 階  | 概要 |
| --- | --- |
| 5F  | 会議室、食堂、売店                                                                                               |
| 4F  | 正副議長室、議会事務局、各会派室                                                                                 |
| 3F  | 市長室、副市長室、秘書広報課、企画課、財政課、庶務課、人事課                                                     |
| 2F  | 農業委員会、農政課、産業政策課、情報政策課、経営管理課、上水道課、下水道課、都市計画課、まちづくり推進課、建設課 |
| 1F  | 会計課、生活環境課、市民課、税務課、収納課、地域振興課                                                           |
| B1F | 書庫、機械室 |

## 財政規模
- 当初予算規模（2020年度）
  - 一般会計 282.0億円
  - 特別会計 133.2億円
  - 公営企業会計 82.2億円
（総計：約497.5億円）
- 財政力指数 0.63 （2022年度）
- 経常収支比率 90.6% （2022年度）
- 実質公債費比率 6.8% （2022年度）
- 将来負担比率 4.2% （2022年度）
- ラスパイレス指数 98.6% （2022年度）

## 組織
- 市長
  - 副市長
    - 総務部
    - 企画政策部
    - 市民生活事業部
    - 健康福祉事業部
    - 産業振興事業部
    - 建設事業部

  - 会計管理者
- 教育委員会
  - 教育長
    - こども教育部
- 選挙管理委員会
- 監査委員
- 公平委員会
- 農業委員会
- 地方公営企業
  - 水道事業部
- 市議会
  - 議会事務局

## 支所

### 業務内容
- 各証明書（住民票、戸籍証明書、印鑑登録証明書、所得証明書、固定資産証明書、納税証明書）の発行
- 国民健康保険関連事務、国民年金関連事務
- 母子手帳交付 など
- 住民異動届、戸籍関係届、印鑑登録とその廃止（吉田、広丘、楢川のみ）

### 所在地
塩尻東支所塩尻町648-1
片丘支所片丘4758-7
広丘支所広丘野村2069-1
吉田支所広丘吉田2901-3
洗馬支所洗馬2550-2
宗賀支所宗賀2658-1
北小野支所北小野48
楢川支所木曽平沢2221
- 塩尻東支所
- 広丘支所
- 吉田支所
- 洗馬支所
- 宗賀支所